# سيدلي (قشلاق أهر)
سيدلي (بالفارسية: سیدلی) هي منطقة سكنية تقع في إيران في قسم قشلاق الریفي.[بحاجة لمصدر] يقدر عدد سكانها بـ 144 نسمة .